# Francisco Javier Delgado Venegas
Francisco Javier Delgado Venegas (ur. 18 grudnia 1714 w Villanueva del Ariscal, zm. 10 grudnia 1781 w Madrycie) – hiszpański duchowny katolicki, kardynał, Patriarcha Zachodnich Indii.

## Życiorys
25 maja 1761 został wybrany biskupem Wysp Kanaryjskich. 26 lipca 1761 w Kordobie przyjął sakrę z rąk biskupa Martína Barcię Carrascala (współkonsekratorami byli biskupi Domingo Pérez Rivera i Lucas Ramírez Galán). 19 grudnia 1768 przeniósł się na biskupstwo Sigüenzy. 20 maja 1776 przeniósł się na arcybiskupstwo Sewilli. 30 marca 1778 objął stolicę patriarchalną Zachodnich Indii, na której pozostał już do śmierci. 1 czerwca 1778 Pius VI wyniósł go do godności kardynalskiej.